# روبرت والتر (عازف بيانو)
روبرت والتر (بالإنجليزية: Robert Walter)‏ هو عازف جاز وعازف بيانو أمريكي، ولد في 1969.

## وصلات خارجية
- الموقع الرسمي
- روبرت والتر على موقع IMDb (الإنجليزية)
- روبرت والتر على موقع ميوزك برينز (الإنجليزية)
- روبرت والتر على موقع ديسكوغز (الإنجليزية)